# Justizvollzugsanstalt Naumburg
Die Justizvollzugsanstalt Naumburg war eine Justizvollzugsanstalt in Naumburg (Saale) in Sachsen-Anhalt.

## Anlage
Die Haftanstalt verfügte zuletzt über 264 Haftplätze für Männer sowie männliche Jugendliche und Heranwachsende. 230 Haftplätze befanden sich dabei im geschlossenen Vollzug. Es bestand auch eine Abteilung für den offenen Vollzug mit acht Haftplätzen. Weitere 26 Plätze befanden sich in der Krankenabteilung. Während die Justizvollzugsanstalt zeitweise für Gefangene mit langen Haftstrafen zuständig war, diente sie zuletzt zur Verbüßung von Freiheitsstrafen bis zu drei Jahren für Gefangene aus den Gebieten der Gerichtsbezirke Naumburg (Saale), Weißenfels, Zeitz und Wernigerode.
Die Anstalt verfügte über die Zentrale Krankenstation des Justizvollzuges des Landes Sachsen-Anhalt, so dass hier sämtliche ernsthaft erkrankten oder sonst gesundheitlich eingeschränkten männlichen Gefangenen des Landes untergebracht waren. Behandelt wurden Krankheiten wie Hepatitis oder Tuberkulose. Es standen EKG-Geräte und Geräte für Sonografie, Röntgendiagnostik und Gastroskopie zur Verfügung. Auch konnten kleinere chirurgische Eingriffe vorgenommen werden. Außerdem gab es einen Raum für Physiotherapie.
Die Gesamtfläche der Anlage beträgt 17.000 m². Neben den drei Hafthäusern waren zwei der Gebäude für die Verwaltung bestimmt, ein Gebäude diente dem offenen Vollzug. Daneben gab es eine Pforte, eine Trafostation und vier Zweckgebäude für Fortbildung und Arbeit. Es gab für die Gefangenen eine Bibliothek und Sportmöglichkeiten.
Im März 2019 wurde die Anlage der Justizvollzugsanstalt Naumburg an die Investorengruppe Projektgesellschaft Mitteldeutschland (PGM) verkauft. Die vollständige Anlage soll bis auf das denkmalgeschützte Schwurgerichtsgebäude, das 1859 gebaut wurde, abgerissen werden. Auf dem Gelände sollen nach dem Abriss ein Hotel, eine Galerie, eine Vinothek und Mehrfamilienhäuser gebaut werden.

## Geschichte
Die Anlage der Justizvollzugsanstalt geht auf ein hier ursprünglich bestehendes Königliches Schwurgericht zurück. Das Schwurgericht tagte ab 1849 in Naumburg. Die erste Verhandlung fand unter dem Vorsitz von Appellationsgerichtsrat Schmaling am 1. September 1849 gegen den Schneider Arnold wegen des Verdachtes des Straßenraubs statt. Arnold wurde zu 10 Jahren Zuchthausstrafe verurteilt. Ab 1855 entstand mit größeren bautechnischen Problemen vor dem Salztor auf dem Gelände des ehemaligen Voigtschen Theaters das Gerichtsgebäude des königlichen Schwurgerichts, das heute als Verwaltungsgebäude der Justizvollzugsanstalt dient. Der Bau kostete 63.199 Taler und wurde am 10. Oktober 1859 bezogen. Im Treppenhaus ist das Monumentalgemälde von Eduard Bendemann Der Tod Abels von 1862/64 erhalten. 
Das Gebäude hatte auch schon einen Gefängnisbereich. 
Auf dem Hof des Gerichts wurden zwischen 1865 und 1935 auch insgesamt 10 verhängte Todesurteile vollstreckt. Die erste Hinrichtung fand am 23. Mai 1865 statt. Der Böttchergeselle Christian Ferdinand Kropf wurde wegen Mordes an seinen Eltern und seinem Bruder hingerichtet.
Der Gefängnisteil des Gebäudes wurde kontinuierlich ausgebaut. Von 1877 bis 1879 erfolgte der Anbau eines Seitenflügels. Das Gefängnis diente danach auch als Frauengefängnis. Bereits seit dem Jahr 1876 bestand ein Bereich für jugendliche Straftäter. Von 1901 bis 1905 entstand ein weiterer Seitenflügel, der bis 2012 als Untersuchungshaftanstalt genutzt wurde.
Während der NS-Zeit wurden politische Gefangene aus mehreren Ländern in der Justizvollzugsanstalt Naumburg inhaftiert, darunter Briten aus den von den Deutschen besetzten Kanalinseln, wo sie unter unzureichenden Lebensbedingungen Zwangsarbeit leisten müssten. Von den elf Gefangenen aus den Kanalinseln, die im Naumburg inhaftiert wurden, überlebten nur sechs.
Die Anlage diente spätestens seit der Gerichtsreform von 1879 nur noch als Gefängnis für männliche Gefangene. 1980 wurde ein zweites Zellengebäude errichtet, dessen Erdgeschoss eine große Produktionshalle war.
In den 1980er Jahren war die JVA (damals „Strafvollzugseinrichtung“ (StVE)) mit einer Vielzahl politischer Gefangener belegt, die ebenso wie die kriminellen Mithäftlinge Zwangsarbeit innerhalb und außerhalb der Einrichtung leisten mussten. Die einzelnen Abteilungen („Kommandos“) des Gefängnisses wurden z. T. nach den Firmen benannt, für die gearbeitet werden musste (z. B. „MEWA“ 1–6). Arbeitsverweigerer wurden mit Isolationshaft und Fesselung an das Bettgestell mittels Hand- und Fußschellen bestraft.
1993/1994 wurde die Justizvollzugsanstalt umfangreich saniert und die Sicherungstechnik grundlegend erneuert. Darüber hinaus entstand 1996/1997 ein neuer Küchentrakt. In diesem Zeitraum wurden auch die Wachtürme vollständig erneuert. Weitere Erneuerungsmaßnahmen schlossen sich an. 2001 erhielt die zuvor bereits sanierte Krankenabteilung einen sogenannten Eingriffsraum für kleinere chirurgische Eingriffe. Ab 2006 wurde eine SEK-Befehlsstelle in der Justizvollzugsanstalt eingerichtet. 2010 wurde die Justizvollzugsanstalt Naumburg als Außenstelle in die Justizvollzugsanstalt Volkstedt eingegliedert. Zum 30. September 2012 wurde die Außenstelle geschlossen.
Aufsehen erregte eine im April 1997 durch einen Häftling in der Justizvollzugsanstalt durchgeführte Geiselnahme, die erst nach mehreren Stunden beendet werden konnte. 2005 kam es zu einer weiteren Geiselnahme.